# クイック・ワン
「クイック・ワン」（A Quick One, While He's Away）は、イギリスのロックバンド、ザ・フーの楽曲。作詞・作曲はピート・タウンゼント。1966年発表のアルバム『ア・クイック・ワン』収録曲。

## 解説
短いパーツを集めて組曲風に仕上げた演奏時間9分超の楽曲。彼等は「ミニ・オペラ」と呼んでいた。彼等の代表作の1つになったロック・オペラ・アルバム『トミー』（1969年）の先駆けとなった記念碑的作品である。
ストーリーは、1年以上も恋人と会えずに嘆き悲しむ少女が、「俺達が慰めてやる」と言い寄ってくる男達やアイヴァーと名乗る老機関士の誘惑にのせられるが、最後には戻ってきた恋人に全ての不貞を許される…という内容である。曲は以下の6つのセクションから構成されている。
1. Her Man's Been Gone（彼女の男は出ていったきり）
2. Crying Town（クライング・タウン）
3. We Have a Remedy（良い薬があるんだ）
4. Ivor the Engine Driver（機関士のアイヴァー）
5. Soon Be Home（スーン・ビー・ホーム）
6. You Are Forgiven（あなたを許してあげる）

各セクションでリードボーカルも異なっており、1ではメンバー全員によるアカペラ、2、3ではロジャー・ダルトリーが、4ではジョン・エントウィッスルが、5はダルトリー、エントウィッスル、タウンゼントによるコーラス、6はタウンゼントが、それぞれ担当している。
曲が出来るきっかけは、当時のグループのマネージャーであり、サウンドプロデューサーでもあったキット・ランバートの助言だった。タウンゼントは1974年のインタビューで次のように語っている。
アルバム（『ア・クイック・ワン』）が完成した後、まだ10分ほどの空きがあることがわかった。するとキットが俺に「何か連続性のある10分の物語を作ってみろ」って言うんだ。俺は「10分の曲なんて書けるわけないだろ。ロック・ソングなんてせいぜい2分50秒だ。使えるコードだって4つか5つぐらいだ。昔からの伝統でそう決まってる」って言ったよ。そしたら彼は「10分の曲を書けないなら、2分50秒の曲を集めて10分の物語を作ってみろ」と言ったんだ。俺は書いたよ。で、それが「ミニ・オペラ」と呼ばれるようになったわけだ。—ピート・タウンゼント
レコーディングはコンサートツアーの合間を縫って、1966年11月に3つのスタジオを渡り歩いて行われたが、当時の技術の限界か一部の曲間の繋ぎ目が粗く、編集点が目立ってしまっている。タウンゼントは上記のインタビューで「シンバルの音を圧縮して蒸気機関のような音を作った」と発言しているが、これは“Ivor the Engine Driver”のパートで聴こえる音と思われる。また各セクションを短いナレーションで繋ぐアイディアもあったが、まとまりが悪くなるとして却下された。

## コンサート・パフォーマンス
彼等が「クイック・ワン」をコンサートで披露していた時期は、1967年から1970年の『トミー・ツアー』までとあまり長くない。スタジオ音源では演奏時間が9分を超えるが、コンサートでは大体7～8分程度にまとめられ、スタジオ音源よりもハードに演奏されるのが常だった。
公式のライブ音源・映像の中で最も古いと思われる1967年の「モンタレー・ポップ・フェスティバル」では、まだメンバーが曲の構成を覚え切れていなかったためか、やや粗の目立つ演奏になっている。翌1968年に行われたローリング・ストーンズ主催のロック・イベント「ロックンロール・サーカス」では、既に高く評価されていたライブバンドとしての実力をいかんなく発揮して、素晴らしい演奏を披露した。「ロックンロール・サーカス」は、その版権を握っていたストーンズの当時のマネージャーのアラン・クレインが制作後にストーンズと袂を分かったので、長く封印されたが、「ザ・フーの圧倒的なパフォーマンスにヘッドライナーのストーンズが完全に食われてしまい、このためにストーンズが作品を封印してしまった」という説が囁かれたほどであった。2017年現在、いずれの映像・音源もソフト化されている。
ザ・フーの公式作品では、ドキュメンタリー映画『キッズ・アー・オールライト』とサウンドトラック盤（1979年）に上記「ロックンロール・サーカス」での演奏が、『ライヴ・アット・リーズ』（1970年）の1995年以降のリイシュー版に1970年のリーズ大学公演の音源が収録されている。また、1994年の4枚組ボックスセット"Thirty Years of Maximum R&B"にはスタジオ音源と「ロックンロール・サーカス」のライブ音源をミックスさせた特別バージョン、『BBCセッションズ』（2000年）には1967年10月にBBCのラジオ番組「トップ・ギア」のために録音した音源が収録された。
2014年の「Hits 50!」ツアーで、44年ぶりにセットリストに加えられた。

## その他
ビートルズが1969年の「ゲット・バック・セッション」のリハーサルでこの曲を採り上げた。ジョージ・ハリスンがリハーサル中に他のメンバーと衝突しスタジオを飛び出して行ったことに対し、ジョン・レノンが原題“A Quick One, While He's Away”（「奴がいない間に急いでやっちまえ」）に引っかけて採り上げたもので、レノン流のハリスンに対するあてこすりである。